# Ampflwang im Hausruckwald
Ampflwang im Hausruckwald is een gemeente in de Oostenrijkse deelstaat Opper-Oostenrijk, gelegen in het district Vöcklabruck. De gemeente heeft ongeveer 3600 inwoners.

## Geografie
Ampflwang im Hausruckwald heeft een oppervlakte van 21 km². De gemeente ligt in het zuidwesten van de deelstaat Opper-Oostenrijk. Het ligt ten noordoosten van de deelstaat Salzburg en ten zuiden van de grens met Duitsland.
- Gemeinsame Normdatei: 4351178-8
- Nationale Bibliotheek van Israël: 987012945159905171
- Virtual International Authority File: 246936804